# Kurdyjskie Centrum Informacji i Dokumentacji
Kurdyjskie Centrum Informacji i Dokumentacji to działająca w Krakowie instytucja zajmująca się działalnością oświatową w zakresie przybliżania Polakom kultury Kurdów. Organizacja ta kontynuuje tradycje Towarzystwa Przyjaźni Polsko-Kurdyjskiej, którego zebranie założycielskie odbyło się w czerwcu 1992 roku w Krakowie-Przegorzałach. Centrum koordynuje współpracę naukową, dydaktyczną i kulturalną między Kurdystanem a Polską. Centrum współdziała z Pracownią Studiów Kurdyjskich Instytutu Orientalistyki Uniwersytetu Jagiellońskiego